# Spoon (musikgrupp)
Spoon är en amerikansk indierockgrupp från Austin, Texas, USA. Gruppen består av Britt Daniel (gitarr, sång); Jim Eno (trummor); Rob Pope (elbas); Eric Harvey (keyboard, gitarr, slagverk, kör)

## Medlemmar
Nuvarande medlemmar
- Britt Daniel – sång, gitarr, bas, keyboard, slagverk (1993-idag)
- Jim Eno – trummor, slagverk (1993-idag)
- Eric Harvey – keyboard, gitarr, slagverk, bakgrundssång (2004-idag)
- Rob Pope – bas, gitarr, keyboard, bakgrundssång (2006-idag)
- Alex Fischel – keyboard, gitarr, bakgrundssång (2013-idag)

Tidigare medlemmar
- Greg Wilson (Wendel Stivers) – gitarr (1993-1994)
- Andy Maguire – bas (1993-1996)
- John Croslin – bas (1996-1997)
- Joshua Zarbo – bas (1997-2000; 2002-2007)
- Sean Kirkpatrick - keyboard (1997-1998)
- Roman Keubler – bas (2000-2002)

Bildgalleri

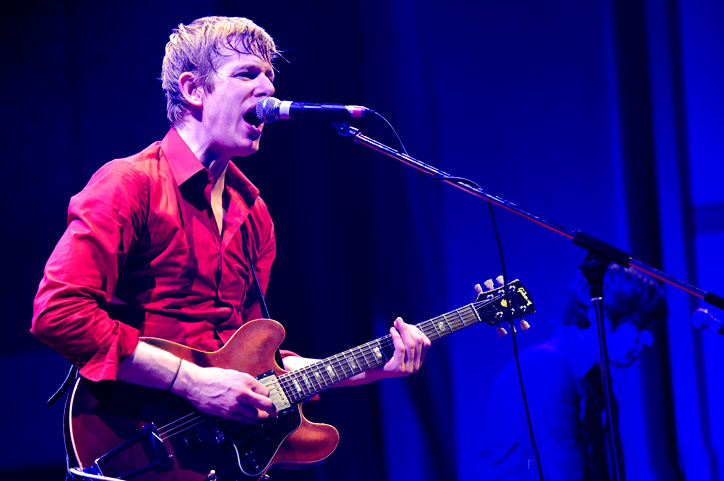
Britt Daniel
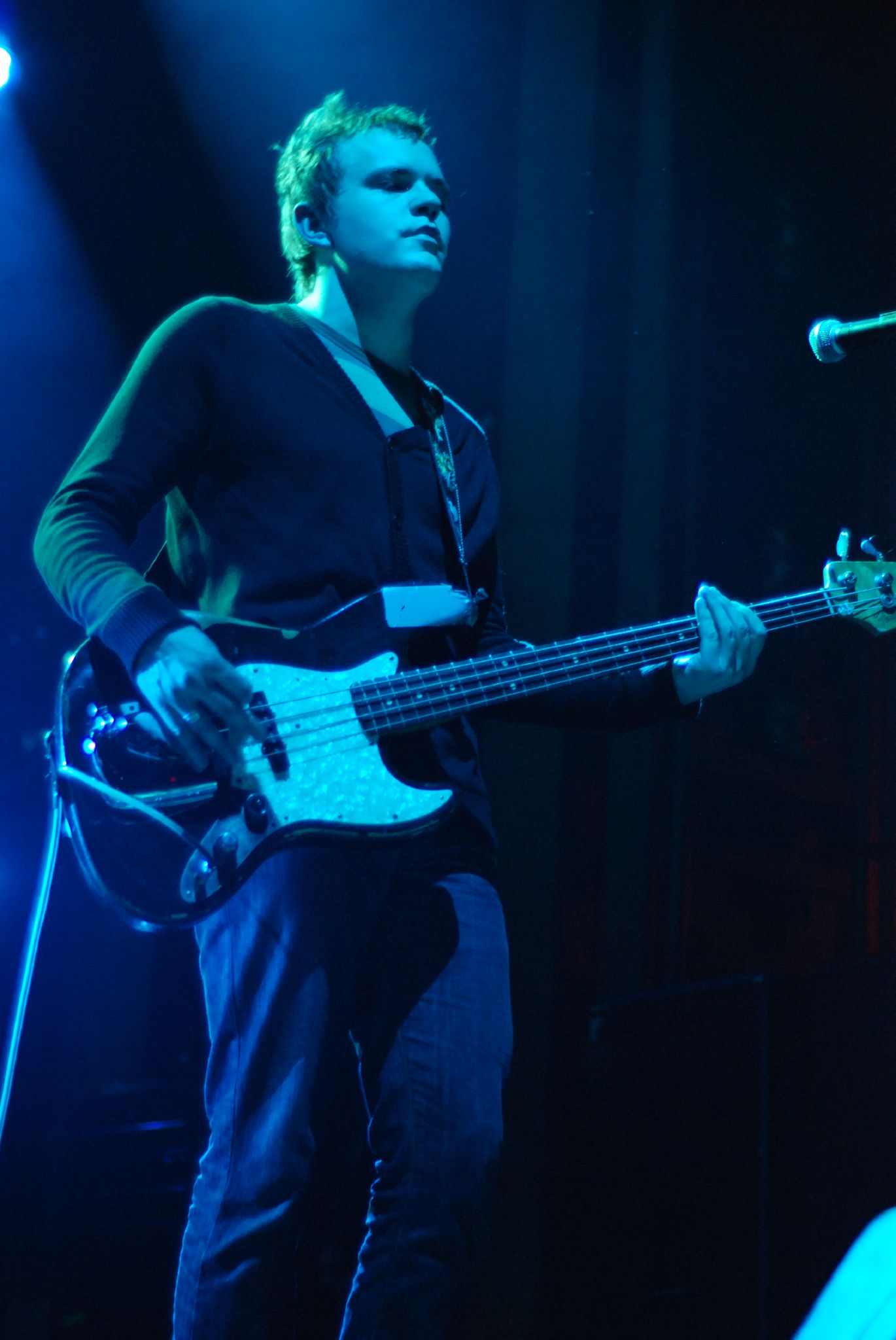
Rob Pope

## Diskografi
Studioalbum
- Telephono (1996, Matador)
- A Series of Sneaks (1998, Elektra)
- Girls Can Tell (2001, Merge)
- Kill the Moonlight (2002, Merge)
- Gimme Fiction (2005, Merge) US #44, Billboard Top Independent Albums #1
- Ga Ga Ga Ga Ga (2007, Merge) US #10, Independent Albums #1
- Transference (2010, Merge) US #4, Independent Albums #2
- They Want My Soul (2014, Loma Vista) US #4

EP (urval)
- Soft Effects (1997)
- 30 Gallon Tank (1998)
- Love Ways (2000)
- Don't You Evah (2008)

Singlar (urval)
- The Underdog (2007) (Billboard Alternative Songs #26)
- Don't You Evah (2008) (US Alt. #33)
- Got Nuffin (2009) (Billboard Rock Songs #43)
- Rent I Pay (2014) (US Rock #44)
- Do You (2014) (US Alt. #30, US Rock #28)
- Inside Out (2014) (US Rock #33)